# 합천 대목리 심씨고가
합천 대목리 심씨고가(陜川 大目里 沈氏古家)는 대한민국 경상남도 합천군 대양면에 있는, 본관이 청송인 송호 심자광의 살림집이다.
1992년 10월 21일 경상남도의 문화재자료 제192호 합천대목리심씨고가으로 지정되었다가, 2018년 12월 20일 현재의 명칭으로 변경되었다.

## 개요
본관이 청송인 송호 심자광의 살림집이다.
심자광은 조선 선조 25년(1592)에 태어나 1625년에 무과에 합격하여 여러 관직에 있었다.
사랑채에 적힌 기록에 따르면 조선 인조 12년(1634)에 건물을 지었다고 한다.
가옥 안에는 안채, 사랑채, 행랑채, 곳간채, 방앗간(화장실)이 남아 있는데 안채는 앞면 5칸·옆면 2칸 규모이고 사랑채는 앞면 5칸·옆면 2칸 규모이다.

## 참고 문헌
- 합천 대목리 심씨고가 - 국가유산청 국가유산포털